# Black Desert Online
Black Desert Online (Korean: 검은사막) er et sandbox-orienteret fantasi massively multiplayer online role-playing game (MMORPG) udviklet af det koreanske firma Pearl Abyss og oprindeligt offentliggjort for Microsoft Windows i 2015. Det har været kendt som Black Desert Remastered siden 2018. En mobil version med titlen Black Desert Mobile blev udgivet til Android og iOS i 2018. Xbox One versionen, kun kendt som Black Desert, blev udgivet i 2019. PlayStation 4 versionen (også kendt under navnet "Black Desert" ) er planlagt til udgivelse den 22. august 2019. Spillet er free-to-play i nogle dele af verden, men følger en buy-to-play forretningsmodel i andre udgaver, inklusive de engelsksprogede.

## Gameplay
Kampen i Black Desert Online er handlingsbaseret, der kræver manuel målretning og fri bevægelse svarende til dem, der findes i third-person shooters. Spillet tilbyder boliger, fiskeri, landbrug og handel, såvel som store player versus player (PvP) belejrings begivenheder og slotskampe. Et af dets bemærkede aspekter er et meget avanceret tilpasningssystem til player characters.
Et aktivt kampsystem kræver nøjagtig manuel målretning, undvigelse og brug af combos, i modsætning til det målretningssystem, der ses i de fleste MMORPGs. Spillere er også i stand til at deltage i monteret kamp. Færdigheder kan aktiveres ved brug af combos for angreb, undvigelse eller blokering. heste skaffes ved tæmning i det vilde, og spillere er i stand til at avle særlige heste ved at parre visse typer, kræver fodring og pleje, kan ikke gemmes i sin inventarliste, og kan blive dræbt.